# Pediobius tenuicornis
Pediobius tenuicornis är en stekelart som beskrevs av Graham 1993. Pediobius tenuicornis ingår i släktet Pediobius och familjen finglanssteklar.
Artens utbredningsområde är Frankrike. Inga underarter finns listade i Catalogue of Life.